# Charlie Eastwood
Charlie Eastwood (Belfast, 11 agosto 1995) è un pilota automobilistico irlandese, vincitore della 24 Ore di Le Mans 2020 nella classe GTE Am  e della Asian Le Mans Series (classe LMp3)  nel 2023.

## Carriera

### Gli Inizi
Charlie Eastwood esordisce i monoposto nel 2014 partecipando al Campionato BRDC Formula 4 dove colleziona due podi. L'anno seguente nella Formula Renault 2.0 NEC, senza ottenere grandi risultati e nella Toyota Racing Series dove ottiene altri tre podi. Nel 2016, grazie a una borsa di studio entra nelle corse Gran Turismo partecipando Porsche Carrera Cup della Gran Bretagna, nella serie ottiene una vittoria e chiude terzo in classifica finale. L'anno successivo, sempre nella serie monomarca Porsche ottiene ben quattro vittorie e la vittoria finale.
Nel 2018 oltre ad esordire nel Campionato del mondo endurance partecipa alla Blancpain GT Series, dove  nel 2019 riesce a vincere l'Endurance Cup nella classe Pro-Am  con l'Aston Martin Vantage AMR GT3.

### Endurance
Nel 2018 Eastwood lascia le corse in monoposto per passare al Campionato del mondo endurance dove compete nella classe GTE Am con l'Aston Martin Vantage GTE del team TF Spor. L'irlandese nella sua prima stagione nel mondiale endurance ottiene quattro podi e il terzo posto in classifica di classe. L'anno seguente, confermato dal team ottiene ben quattro vittorie tra cui la 24 Ore di Le Mans 2020. In classifica però si deve accontentare del secondo posto dietro la Ferrari 488 GTE Evo guidata da  Emmanuel Collard,  Nicklas Nielsen e François Perrodo.
Nel 2021 partecipa, sempre con il team TF Sport, alla sua prima 24 Ore di Daytona dove ottiene il settimo posto nella classe GTD e alla Asia Le Mans Series. Nel resto dell'anno partecipa alla European Le Mans Series nella classe LMP2 con il team Racing Team Turkey. Nel 2022 torna a Daytona, dove chiude undicesimo e vince European Le Mans Series nella classe LMP2 Am insieme ai compagni Jack Aitken e Salih Yoluç.
Per la stagione 2023 partecipa e vince l'Asian Le Mans Series nella classe LMP3 e torna a competere nel Campionato del mondo endurance nella classe GTE Am con l'Aston Martin Vantage AMR. Durante la stagione ottiene il terzo posto nella 6 Ore di Spa e il secondo posto nella 24 Ore di Le Mans dietro la Chevrolet Corvette C8.R di Nicky Catsburg, Ben Keating e Nicolás Varrone. Sempre nel 2023 continua con il team Racing Team Turkey nella European Le Mans Series, insieme a Louis Delétraz e Salih Yoluç conquista due vittorie di classe nelle prime due corse della stagione.
Per la stagione del 2025 passa al team TF Sport correndo con la Chevrolet Corvette Z06 GT3.R nel Campionato del mondo endurance.

### Formula E
Per la stagione 2022-2023 della Formula E, Eastwood diventa pilota di riversa e tester del team britannico Neom McLaren Formula E. Inoltre scende in pista per i Rookie test a Berlino e a Roma.

## Risultati

### Risultati 24 Ore di Le Mans
| Anno | Team            | Co-Pilota                     | Vettura                      | Classe | Giri | Pos. | Class Pos. |
| ---- | --------------- | ----------------------------- | ---------------------------- | ------ | ---- | ---- | ---------- |
| 2018 | TF Sport        | Euan Hankey Salih Yoluç       | Aston Martin Vantage GTE     | GTE Am | 304  | DNF  | DNF        |
| 2019 | TF Sport        | Euan Hankey Salih Yoluç       | Aston Martin Vantage GTE     | GTE Am | 327  | 42°  | 11°        |
| 2020 | TF Sport        | Jonathan Adam Salih Yoluç     | Aston Martin Vantage AMR     | GTE Am | 339  | 24°  | 1°         |
| 2023 | ORT by TF Sport | Ahmad Al Harthy Michael Dinan | Aston Martin Vantage AMR     | GTE Am | 312  | 28°  | 2°         |
| 2024 | TF Sport        | Rui Andrade Tom van Rompuy    | Chevrolet Corvette Z06 GT3.R | GT3    | 267  | 43°  | 15°        |
| 2025 | TF Sport        | Rui Andrade Tom van Rompuy    | Chevrolet Corvette Z06 GT3.R | GT3    | 341  | 35°  | 3°         |

### Risultati 24 Ore di Daytona
| Anno | Team          | Co-Pilota                                 | Vettura                  | Classe | Giri | Pos. | Class Pos. |
| ---- | ------------- | ----------------------------------------- | ------------------------ | ------ | ---- | ---- | ---------- |
| 2021 | TF Sport      | Ben Keating Richard Westbrook Max Root    | Aston Martin Vantage GTE | GTD    | 744  | 28°  | 7°         |
| 2022 | Northwest AMR | Nicki Thiim David Pittard Paul Dalla Lana | Aston Martin Vantage GTE | GTD    | 667  | 39°  | 11°        |

### Risultati WEC
| Anno    | Squadra         | Classe   | Vettura                      | SPA | LMS | SIL | FUJ | SHA | SEB | SPA | LMS | Punti | Pos. |
| ------- | --------------- | -------- | ---------------------------- | --- | --- | --- | --- | --- | --- | --- | --- | ----- | ---- |
| 2018-19 | TF Sport        | LMGTE Am | Aston Martin Vantage GTE     | 2   | Rit | 2   | 2   | 8   | 6   | 2   | 6   | 99    | 3º   |
| Anno    | Squadra         | Classe   | Vettura                      | SIL | FUJ | SHA | BHR | COA | SPA | LMS | BHR | Punti | Pos. |
| 2019-20 | TF Sport        | LMGTE Am | Aston Martin Vantage AMR     | 7   | 1   | 1   | Rit | 1   | 3   | 1   | 8   | 154   | 2º   |
| Anno    | Squadra         | Classe   | Vettura                      | SEB | ALG | SPA | LMS | MON | FUJ | BHR |     | Punti | Pos. |
| 2023    | ORT by TF Sport | LMGTE Am | Aston Martin Vantage AMR     | 9   | 8   | 3   | 2   | 7   | 13  | NC  |     | 65    | 5º   |
| Anno    | Squadra         | Classe   | Vettura                      | QAT | IMO | SPA | LMS | SÃO | COA | FUJ | BHR | Punti | Pos. |
| 2024    | TF Sport        | LMGT3    | Chevrolet Corvette Z06 GT3.R | Rit | 7   | Rit | 12  | 8   | Rit | 4   | 2   | 50    | 10°  |
| Anno    | Squadra         | Classe   | Vettura                      | QAT | IMO | SPA | LMS | SÃO | COA | FUJ | BHR | Punti | Pos. |
| 2025    | TF Sport        | LMGT3    | Chevrolet Corvette Z06 GT3.R | Rit | 6   | Rit | 3   |     |     |     |     | 38*   |      |
| Legenda |                 |          |                              |     |     |     |     |     |     |     |     |       |      |

* Stagione in corso.

### Risultati ELMS
| Anno    | Squadra            | Classe      | Vettura  | CAT | RBR | LEC | MNZ | SPA | ALG | Punti | Pos. |
| ------- | ------------------ | ----------- | -------- | --- | --- | --- | --- | --- | --- | ----- | ---- |
| 2021    | Racing Team Turkey | LMP2        | Oreca 07 | 15  | 4   | 6   | 7   | Rit | WD  | 29.5  | 11°  |
| Anno    | Squadra            | Classe      | Vettura  | LEC | IMO | MNZ | CAT | SPA | ALG | Punti | Pos. |
| 2022    | Racing Team Turkey | LMP2 Pro-Am | Oreca 07 | 1   | 1   | 2   | 4   | 1   | 1   | 131   | 1°   |
| Anno    | Squadra            | Classe      | Vettura  | BAR | LEC | ARA | SPA | POR | ALG | Punti | Pos. |
| 2023    | Racing Team Turkey | LMP2 Pro-Am | Oreca 07 | 1   | 1   | 9   | 2   | 6   | 4   | 94    | 3°   |
| Legenda |                    |             |          |     |     |     |     |     |     |       |      |

* Stagione in corso

### Risultati ALMS
| Anno    | Squadra         | Classe | Vettura                      | DUB | DUB | ABU | ABU |     | Punti | Pos. |
| ------- | --------------- | ------ | ---------------------------- | --- | --- | --- | --- | --- | ----- | ---- |
| 2021    | TF Sport        | GT     | Aston Martin Vantage AMR GT3 | 10  | 11  | 16  | 6   |     | 10    | 12°  |
| Anno    | Squadra         | Classe | Vettura                      | DUB | DUB | ABU | ABU |     | Punti | Pos. |
| 2022    | TF Sport        | GT     | Aston Martin Vantage AMR GT3 | 6   | 5   | 5   | 4   |     | 40    | 5°   |
| Anno    | Squadra         | Classe | Vettura                      | DUB | DUB | ABU | ABU |     | Punti | Pos. |
| 2023    | DKR Engineering | LMP2   | Oreca 07                     | 2   | 2   | 3   | 1   |     | 76    | 1º   |
| Anno    | Squadra         | Classe | Vettura                      | SEP | SEP | DUB | ABU | ABU | Punti | Pos. |
| 2023-24 | TF Sport        | LMP2   | Oreca 07                     | 7   | 8   | 5   | 4   | 6   | 42    | 8°   |
| Legenda |                 |        |                              |     |     |     |     |     |       |      |

## Palmarès
- 1  24 Ore di Le Mans (GTE Am) : (2020)
- 1  European Le Mans Series (LMP2 Pro-Am) : (2022)
- 1  Asian Le Mans Series : (2023)
- 1  Blancpain GT Series Endurance Cup (Pro-Am): (2019)
- 1  Porsche Carrera Cup GB : (2017)